# Commanderie de Chantraine
La  Commanderie de Chantraine est un commanderie des Hospitaliers de l'ordre de Saint-Jean de Jérusalem à Huppaye.

## Origine de la commanderie de Chantraine
Les chevaliers de l'ordre de Saint-Jean de Jérusalem ont fondé la commanderie de l'ordre de Saint-Jean de Jérusalem, fondée entre 1173 et 1175 sur proposition du Comte Gilles de Duras.
Elle faisait partie de la baillie d'Avalterre après l'absorption des biens des Templiers en 1314. Elle perd son importance au début du XVe siècle au profit de Louvain.
Les bâtiments furent incendiés dans la première partie du XVe siècle. La ferme actuelle fut reconstruite et remaniée aux XIIe, XIIIe, XVIIIe et XIXe siècles. Les bâtiments dont les murs sont chaulés sur base de goudron entourent une vaste cour polygonale. Il subsiste deux travées de la nef de l'ancienne chapelle. L'ensemble est en cours de restauration par les propriétaires actuels.

## Commandeurs hospitaliers

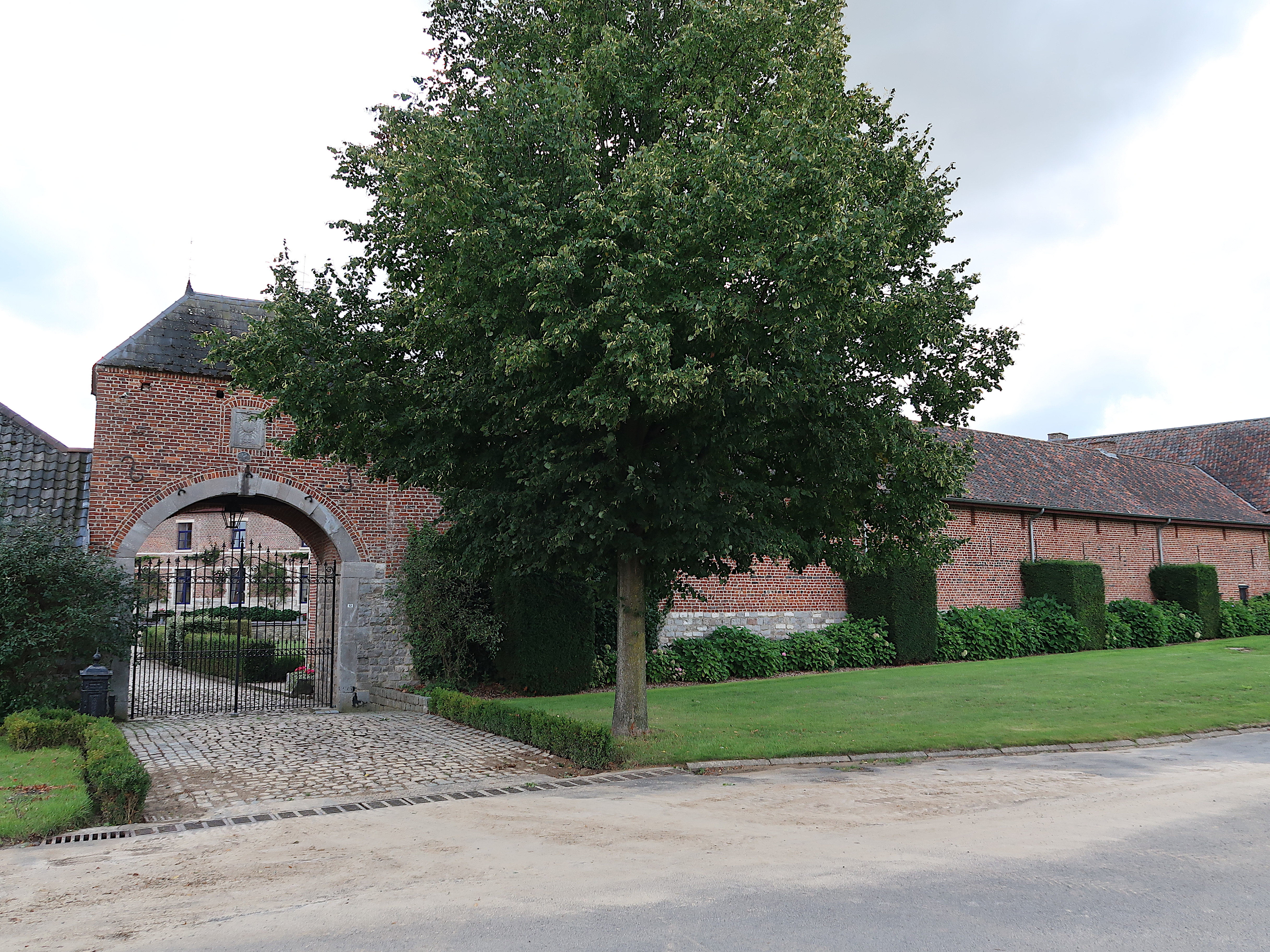
Porche colombier et anciennes étables
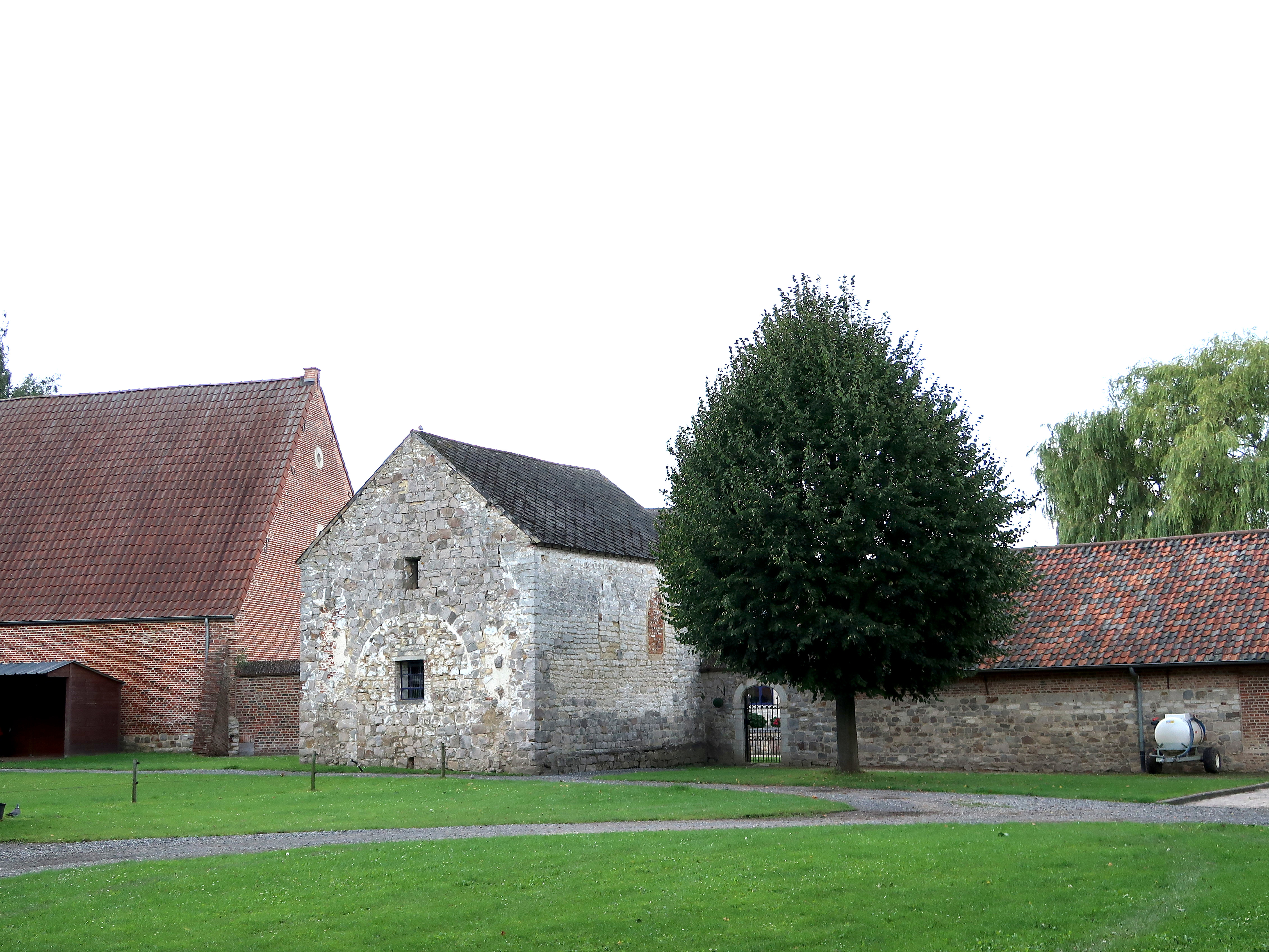
Ancienne chapelle, chartil et grange aux dimes